# 黒田敦司
黒田 敦司（くろだ あつし、1959年1月29日 - ）は、岐阜県出身のドラマー。ボーカリスト、ハーモニカ奏者としても活動。

## 略歴
16歳でブルースバンドを結成。愛知大学時代にジャズ・ドラム、ボーカルを始める。
中部地区のライブハウスで活動を開始後、大野俊三、中本マリ、小林エミ、寺田恵子、塩次信二、ミッキー・カーチス、峰厚介、土岐英史、岡田勉など、多くの著名ジャズミュージシャンとのセッションを重ねる。俳優・イッセー尾形の舞台への参加など、その活動は多岐に及ぶ。
2002年に、ベーシスト岡田勉、ピアニスト後藤浩二と共にトリオ（岡田組）を結成し、さらに活動を広げる。
2009年には高松市文化事業による「Jazz of T-city」アルバム制作にボーカリストとして参加している。
「くろだ・あつし」「黒田あつし」「KURO」などの表記で活動していた時期もある。

## ディスコグラフィ

### 参加作品
- 高松市 芸術文化振興事業 - 「Jazz of T-city」